# Joseph Reichlen

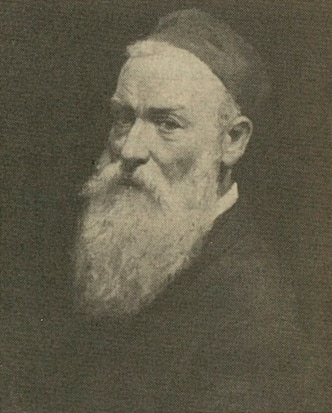
Joseph Reichlen um 1910

Jean-Joseph Reichlen (* 29. Oktober 1846 in La Tour-de-Trême; † 9. August 1913 in Freiburg) war ein Schweizer Landschafts- und Porträtmaler. Er betätigte sich als Erhalter des Freiburger Brauchtums und des lokalen patois. Reichlen war mit seinem heimatlichen Gruyères und dem katholisch-konservativen Freiburg verbunden.

## Leben
Joseph Reichlen wuchs in Bulle auf und verbrachte als Kind seine Sommer auf der Alp bei einem Senn namens Gabriel Gremion. Als sein Vater in geschäftliche Schwierigkeiten geriet, musste Reichlen als Ladengehilfe zu arbeiten beginnen. Auch wenn er nur einen Grundschulabschluss hatte, studierte er im Alter von 16 Jahren ein Jahr Aquarellmalerei in Stuttgart, dafür nahm die Familie ein Darlehen auf. Danach wurde er Gehilfe am Gericht in Bulle, darauf gab er Zeichenstunden. Seine geringe Schulbildung hinderte ihn nicht daran, 1868 als Französischlehrer an einem katholischen Lehrerseminar zu arbeiten. 

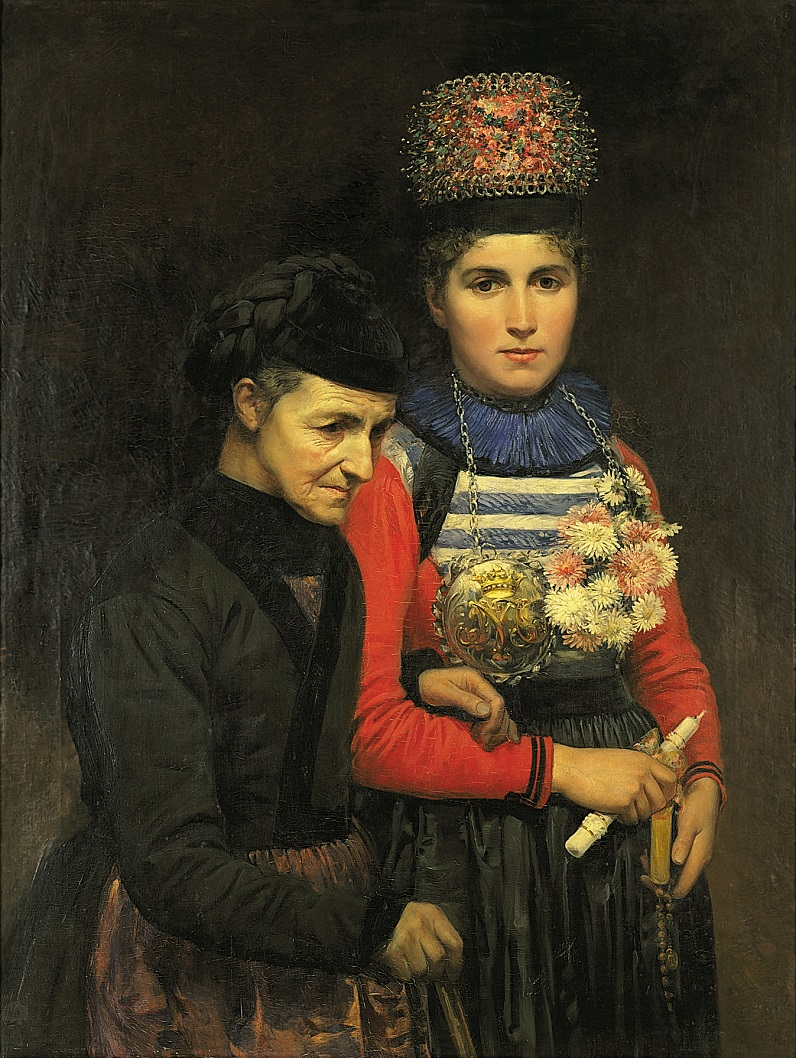
Elise Falk und Maria Brülhart, geborene Jendly (auch bekannt als Kränzle[tracht]), 1886, Öl auf Leinwand, 125 × 95 cm, Museum für Kunst und Geschichte Freiburg, Inventar-Nr. 8438

1866 begegnete er dem Genfer Albert Lugardon (1827–1909), der ihn in die Ölmalerei einführte. 1868 unterrichtete Reichlen an der Ecole normale de Hauterive. 1869 gründete er eine Illustrierte, das monatliche Le Chamois, das bis 1871 bestand. 1871 ging er nach Stuttgart und 1874 nach Paris an die École des beaux-arts zu Alexandre Cabanel. Er verbrachte 1879 acht Monate in Rom, wo er in der Vatikanischen Pinakothek die Werke alter Meister kopierte und in Abendstunden die Aquarell-Malschule in der Villa Medici besuchte. Reichlen war gläubiger Katholik. Es zog ihn weiter zur Abtei Montecassino bei Neapel. 1882 war er wieder in Paris, malte im Louvre und 1883 den Schweizer Journalisten Victor Tissot (1845–1917). Dessen Portrait stellte er am Salon aus (heute im Musée gruérien in Bulle). Im selben Jahr malte er auch La tresseuse de paille (dt. Die Strohzopfflechterin; Museum für Kunst und Geschichte Freiburg).
Zurück in der Schweiz liess er sich 1884 in Fribourg nieder und wurde 1890 Zeichenlehrer am dortigen Collège Saint-Michel. Für Fribourg pittoresque schuf er 20 Lithografien. 1892 malte er den Dominikaner Joachim-Joseph Berthier (1848–1924), den Rektor der Theologischen Fakultät, der mit Georges Python über das katholische Freiburg gebot. 1886 gab Reichlen das Album fribourgeois heraus, ab 1890 die achtbändige La Gruyère illustrée, die der Pflege des regionalen Dialektes gewidmet war, ein Werk über die Volkskunst und das Brauchtum. 1893 heiratete er, doch starb seine Frau schon 1895 und hinterliess ihm eine Tochter. Er unterrichtete Antoinette de Weck-de Boccard.
1909 wurde Reichlen in die Eidgenössische Kunstkommission berufen. Da er weiterhin an seinem enzyklopädischen Gruyère illustrée arbeitete, verzichtete er nun auf die Malerei. Er starb am 9. August 1913 in der Privatklinik von Gustave Clément (1868–1940). In seiner Grabrede am 11. August 1913 ehrte ihn Georges de Montenach, ein Vertreter der Freiburger Oligarchie. Der achte und letzte Band der Gruyère illustrée mit 80 Liedern erschien postum.